# Wantop
Der Wantop ist ein 375 m hoher Gipfel auf der Insel Erromango im Staat Vanuatu.

## Vulkanische Aktivität
Der Berg liegt westlich des höchsten Gipfels, des Santop, im Norden der Insel oberhalb der Elizabeth Bay (Baie Sowki).